# Rhododendron smilesii
Rhododendron smilesii är en ljungväxtart som beskrevs av Hutchinson. Rhododendron smilesii ingår i släktet rododendron, och familjen ljungväxter. Inga underarter finns listade i Catalogue of Life.